# Festung Kamičak
Die Festung Kamičak [Kamitschack] (Kamichech, Kamichach, Kamichack, Camichach) ist eine im südkroatischen Nationalpark Krka gelegene Burgruine. Sie befindet sich auf einem felsigen Hügel im Bereich zwischen der Insel Visovac und dem Wasserfall Roški slap. Einmal eine bedeutende Festung, wurde sie während der Expansion der Osmanen in damaligen Kroatien in der ersten Hälfte des 16. Jahrhunderts schwer beschädigt, so dass nur Ruinen bis heute erhalten geblieben sind.

## Geschichte
Die erste Erwähnung der Festung erfolgte in der Mitte des 14. Jahrhunderts, als 1345 König Ludwig von Anjou den Besitz dem Fürst Ivan Nelipić in einer Urkunde bestätigte. Unterhalb der Festung, gemäß mündlicher Überlieferung, befand sich der Hof des Königs Petar Svačić, des letzten Königs Kroatiens mit einer ethnischen kroatischen Herkunft und der da geboren wurde. Das Adelsgeschlecht Nelipić war eine Nebenlinie des alten kroatischen Geschlechts der Svačić (Snačić).
Der letzte Angehöriger des Adelsgeschlechts, Fürst Ivaniš Nelipić († 1434), übergab die Festung als Mitgift seiner Tochter Katarina an Ivan VI. Frankopan, Ban von Kroatien. Der König Sigismund von Luxemburg erkannte das nicht an, sondern schenkte Kamičak der Familie Talovac für deren Verdienste. Etwas später kam die Festung in den Besitz des Adelsgeschlechts Utješinović. 1482 wurde dort Kardinal Juraj Utješinović, der Sohn von Grgur/Gregor Utješinović, später ein kroatisch-ungarischer Kleriker und Staatsmann, geboren. Seine Schwester Ana heiratete den Adliger Bartol Drašković und aus dieser Ehe ging der spätere einflussreiche kroatische Ban Juraj Drašković von Trakošćan hervor.
1490 war Kamičak im Besitz der Gebrüder Halapić, die bei der Wahl des Königs Ladislaus II. Jagiello anwesend waren. Aus Kamičak stammt auch Marko Mišljenović, Ban von Kroatien 1506–1507 und ein renommierter Kämpfer gegen die Osmanen.
Als das Osmanische Reich in der ersten Hälfte des 16. Jahrhunderts die großen Teile des damaligen südöstlichen Kroatien eroberte, fiel 1522/1523 auch Kamičak in deren Hände. Die Festung wurde stark beschädigt und, ohne besondere Bedeutung für die Türken, anschließend verlassen. So blieb es bis heute.